# Arup
Arup Group Limited je britská nadnárodní inženýrská společnost, která vznikla v roce 1946 v Londýně, kde stále sídlí. Arup provádí plánování, řízení projektů a konzultování ve stavebním průmyslu a řešení různých aspektů vytvořeného prostředí jako udržitelnost a zmírňování změny klimatu. Arup má přes 13 tisíc zaměstnanců v 35 zemích a je to zaměstnanci vlastněná společnost.